# Университет Фленсбурга
Университет Фленсбурга (нем. Universität Flensburg) — государственный университет в городе Фленсбург, Германия. Он был основан в 1994 году и является самым северным университетом Германии. Несмотря на то, что Фленсбургский университет имеет полный университетский статус и право присуждать докторскую степень, он в основном предлагает программы в области образования и других областях социальных наук.
Особенности университета включают немецко-датские учебные курсы в сотрудничестве с Университетом Южной Дании в Сённерборге.

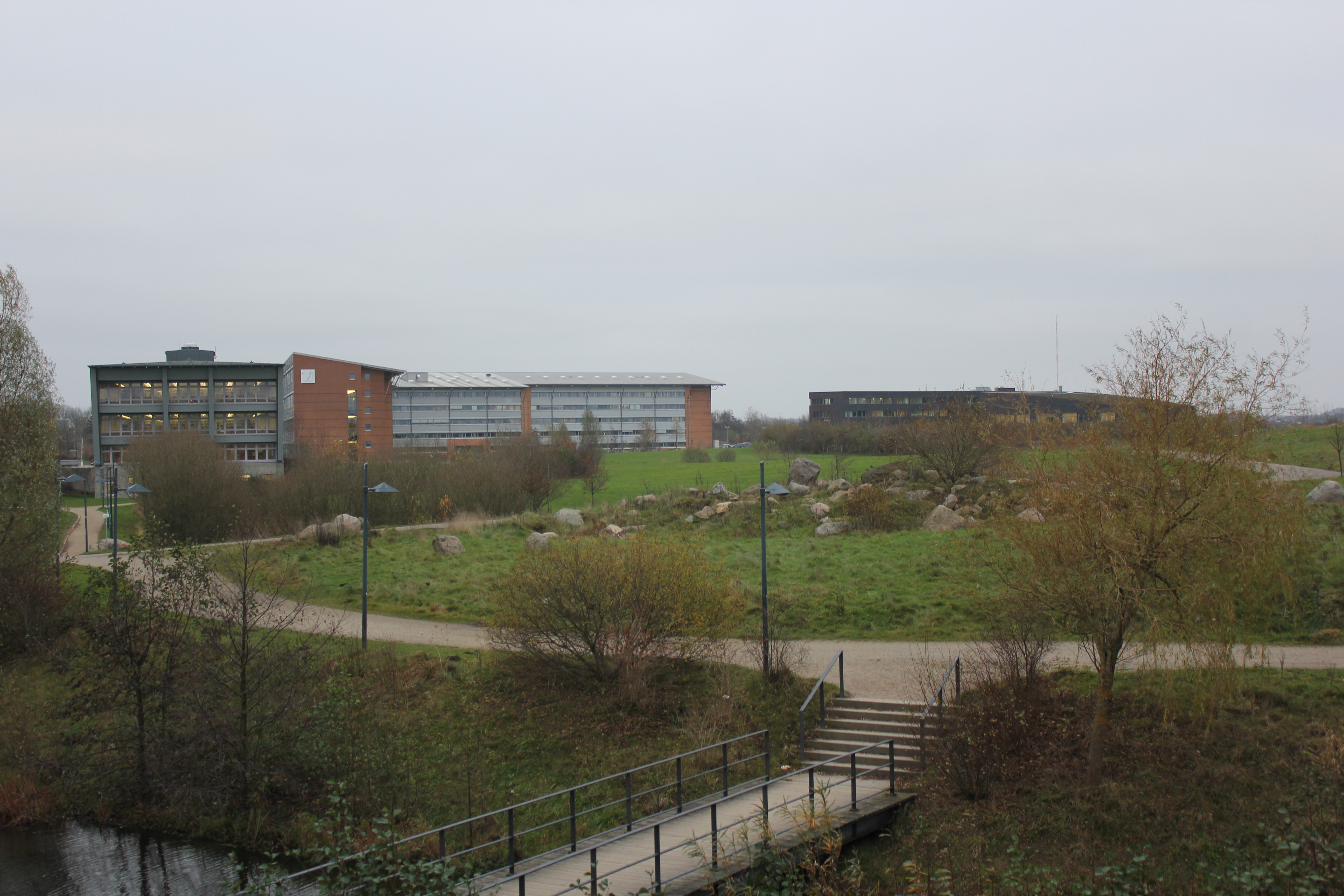
Фленсбургский университет

В университете работает 200 постоянных сотрудников и более 400 приглашенных профессоров и преподавателей. В зимнем семестре 2006/2007 г. университет получил около 4200 заявлений на зачисление, хотя в зимнем семестре предыдущего учебного года их было только 2 566. На первом месте по популярности в зимнем семестре 2006/2007 был курс бакалавра педагогических наук, 1977 заявлений, за которым следовали курс бакалавра международного менеджмента с 547 кандидатами. Курс бакалавриата по науке коммуникации и преподавания прекращен.

## Структура университета и предлагаемые курсы
Университет Фленсбурга предлагает следующие курсы бакалавриата и магистратуры:
- Бакалавриат
  - Педагогическая наука (BA)
  - Европейские культуры и общество (BA)
  - Международный менеджмент (BA)

- Магистерские курсы
  - Энергетические и экологические системы, специализация: устойчивые энергетические системы и менеджмент в развивающихся странах (SESAM) (M.Eng.)
  - Энергетический и экологический менеджмент, специализация: промышленно развитые страны (M.Eng.)
  - Европейские исследования (MA)
  - Педагогическая наука: образование в Европе (MA)
  - Международные исследования в области управления (MA)
  - Культура — Язык — СМИ (MA)
  - Учитель начальной школы (M.Ed.)
  - Подготовка учителей средней школы (M.Ed.)
  - Профессиональное образование (M.Ed.)
  - Преподавание в профессиональных школах (M.Ed.) — Питание и домашнее хозяйство (EHW)
  - Курс повышения квалификации
  - Управление дошкольными образовательными учреждениями (MA)

### Институты
В настоящее время университет разделен на десять институтов.
- Профессионально-технический институт труда и техники
- Институт эстетико-культурного образования (состоит из факультетов: музыки, искусства и визуальных средств массовой информации, текстиля и моды, а также драмы, театра, перформанса)
- Институт педагогики (состоит из кафедр: педагогики, школьной педагогики и психологияии).
- Институт социальных наук и теологии (кафедра преподавание истории, кафедра политологии и политического образование, кафедра протестантского богословия, кафедра библейских исследований, преподавания Библии и религиозного образования, кафедра диалога религий, систематического и исторического богословия, кафедра католического богословие)
- Институт здоровья, питания и спортивных наук (питания и потребительского образования, психологии здоровья и образования, а также спортивных наук).
- Институт математического и научно-технического образования (в составе факультетов по школьным предметам: биологии, химии, математики, физики)
- Институт специального образования (с кафедрами инклюзивного образования и поддержки развития образования, образования для лиц с нарушением интеллектуального развития, педагогики для лиц с нарушениями языка и общения, педагогики и дидактики для содействия эмоциональному и социальному развитию, специальной педагогики обучения, а также специальной педагогической психологии)
- Институт языка, литературы и средств массовой информации (кафедра английского языка и американских исследований, кафедра медиаобразования)
- Междисциплинарный институт экологических, социальных и гуманитарных наук (кафедры энергетики и экологического менеджмента, географии, экологии, проектирования и исследований преобразований)
- Международный институт менеджмента и экономического образования (кафедры организационной психологии, сравнительного институционального анализа, европейского и международного права, финансов, международной и институциональной экономики, медиа-менеджмента и маркетинга, социальной и образовательной экономики, стратегических и международных отношений, дополнительное образование и университетское управление)[4].

### Ректоры
- 2001—2009: Хайнер Дункель[нем.]
- 2009—2010: Лутц Райнер Рейтер[нем.]
- 2010—2012: Вальтрауд Венде[нем.]
- с 2012 года: Вернер Рейнхарт[нем.]

### Беженцы
С 2015 года EUF поддерживает беженцев, заинтересованных в обучении по «Программе подготовки и интеграции беженцев» (ProRef) с лингвистической, методологической и культурной подготовкой к получению степени, а также с интеграцией в немецкую систему высшего образования, рынок труда и общество. Годичная программа финансируется землей Шлезвиг-Гольштейн за счет средств Федерального министерства образования и исследований (BMBF) на общую сумму почти 1,3 миллиона евро.

## Кампус
Кампус занимает территорию в 30 гектаров в районе Сандберг, Фленсбург. Университет Фленсбурга делит кампус и некоторые помещения с Университетом прикладных наук Фленсбурга (Hochschule Flensburg). Инфраструктура включает лекционный зал Auditorium Maximum (так называемый Audimax), центральную библиотеку, обширную парковую зону, студенческие общежития, детский сад, спортивно-оздоровительный центр, кафетерий, студенческий паб, водный спортивный центр и часовня. Главный железнодорожный вокзал находится примерно в одной миле от кампуса, пляж — примерно в 5 милях.

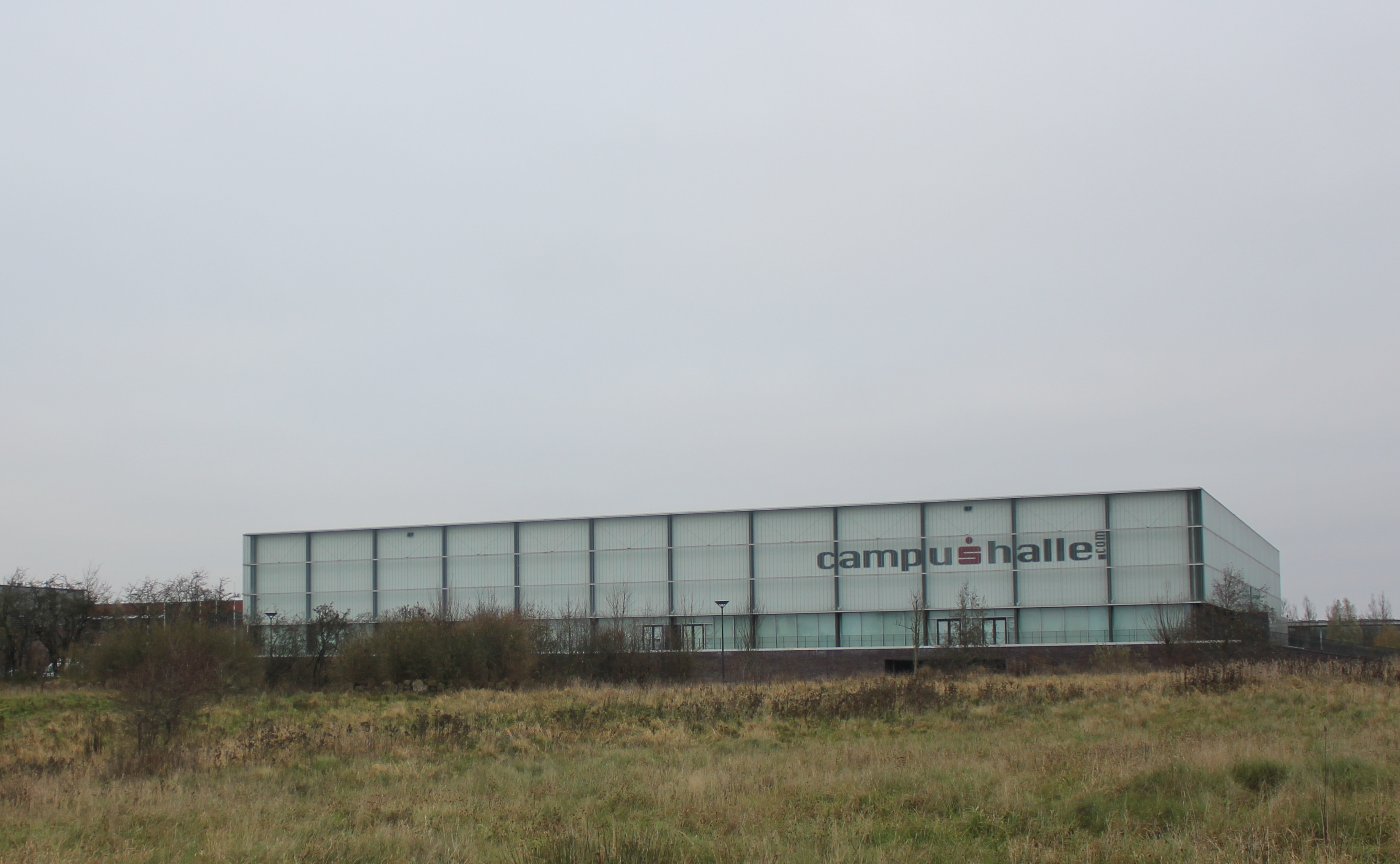
Многофункциональный спортивный зал
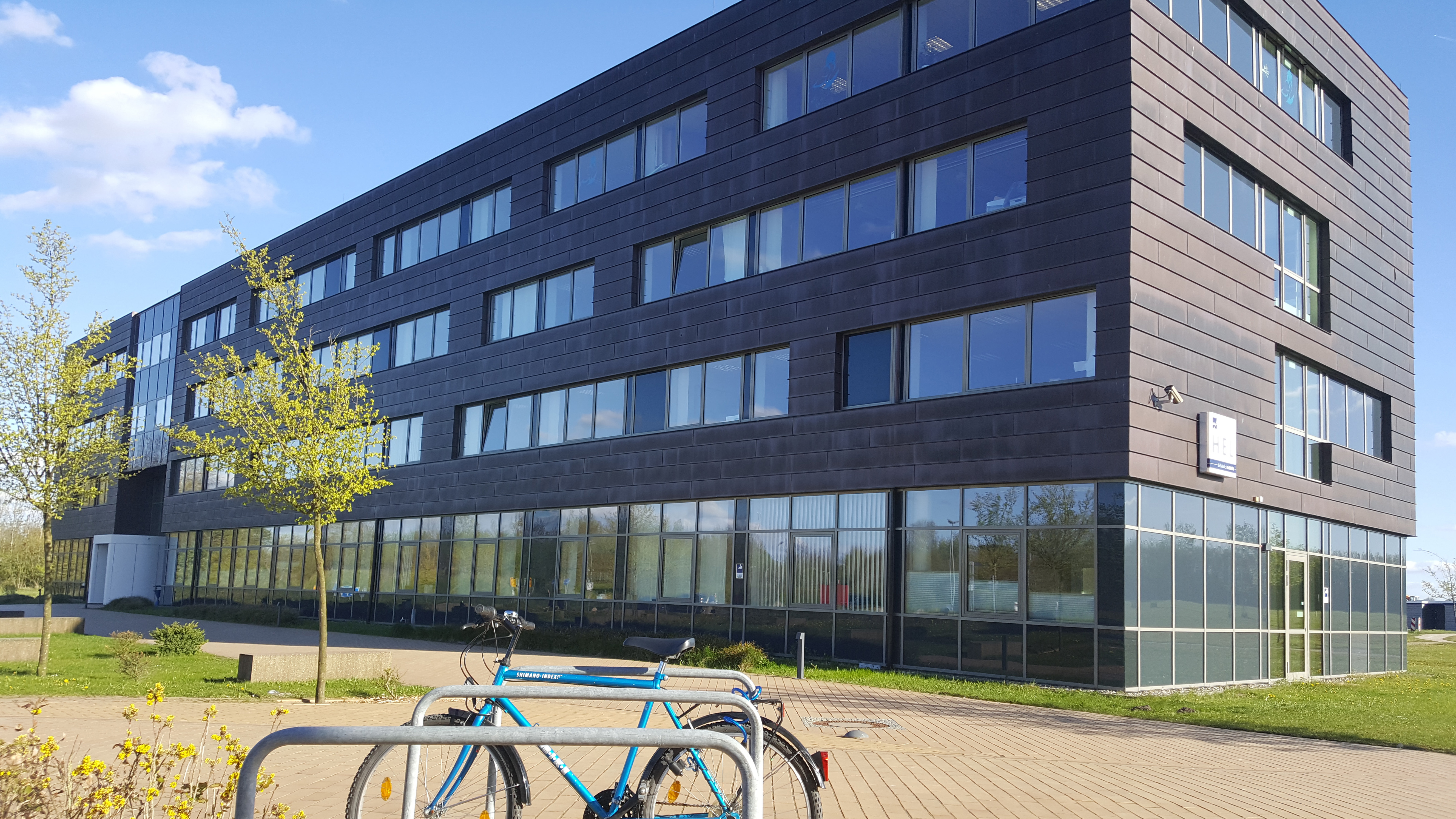
Здание Хельсинки (ранее «пристройка»)
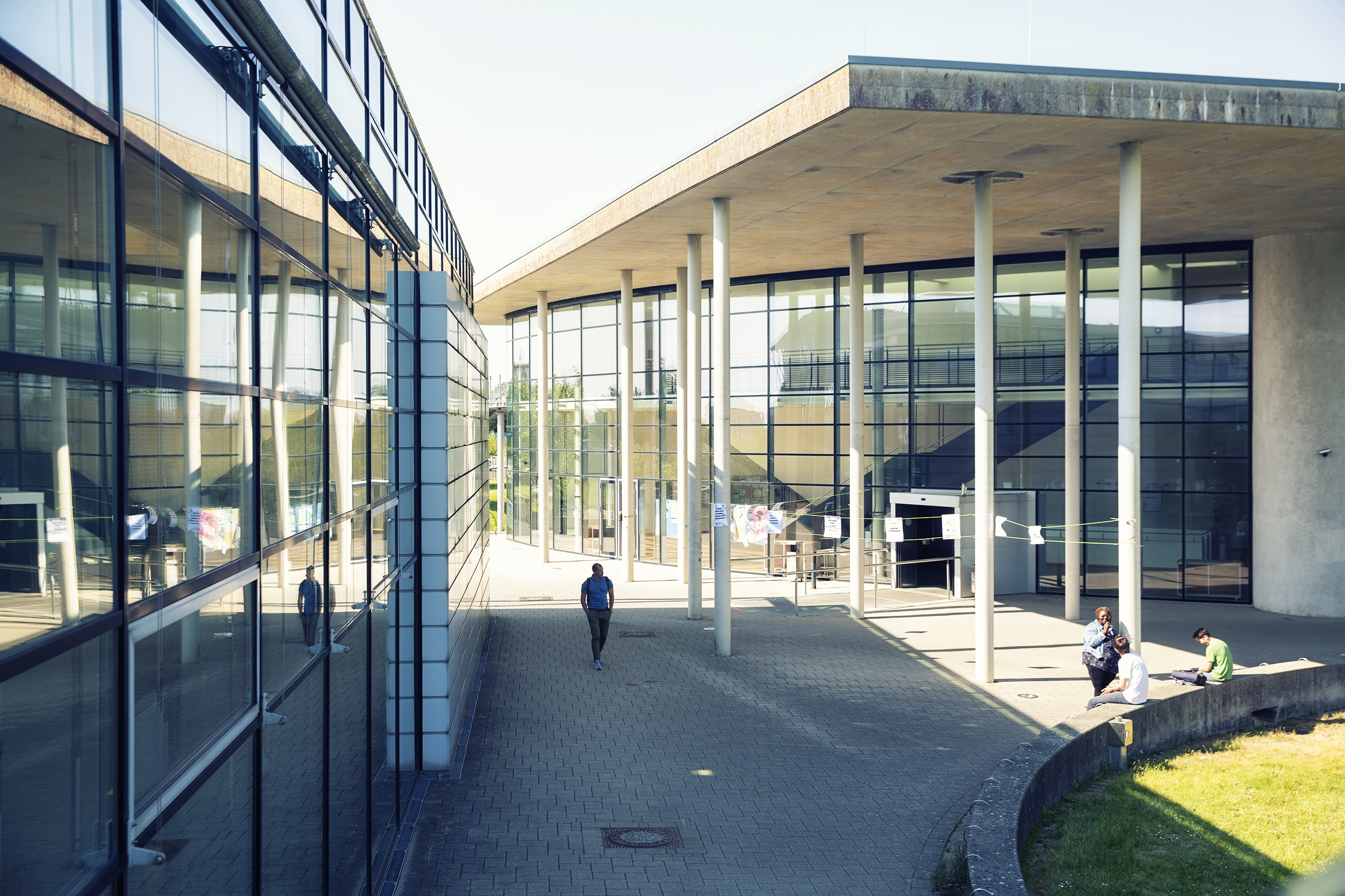
Audimax (снаружи)
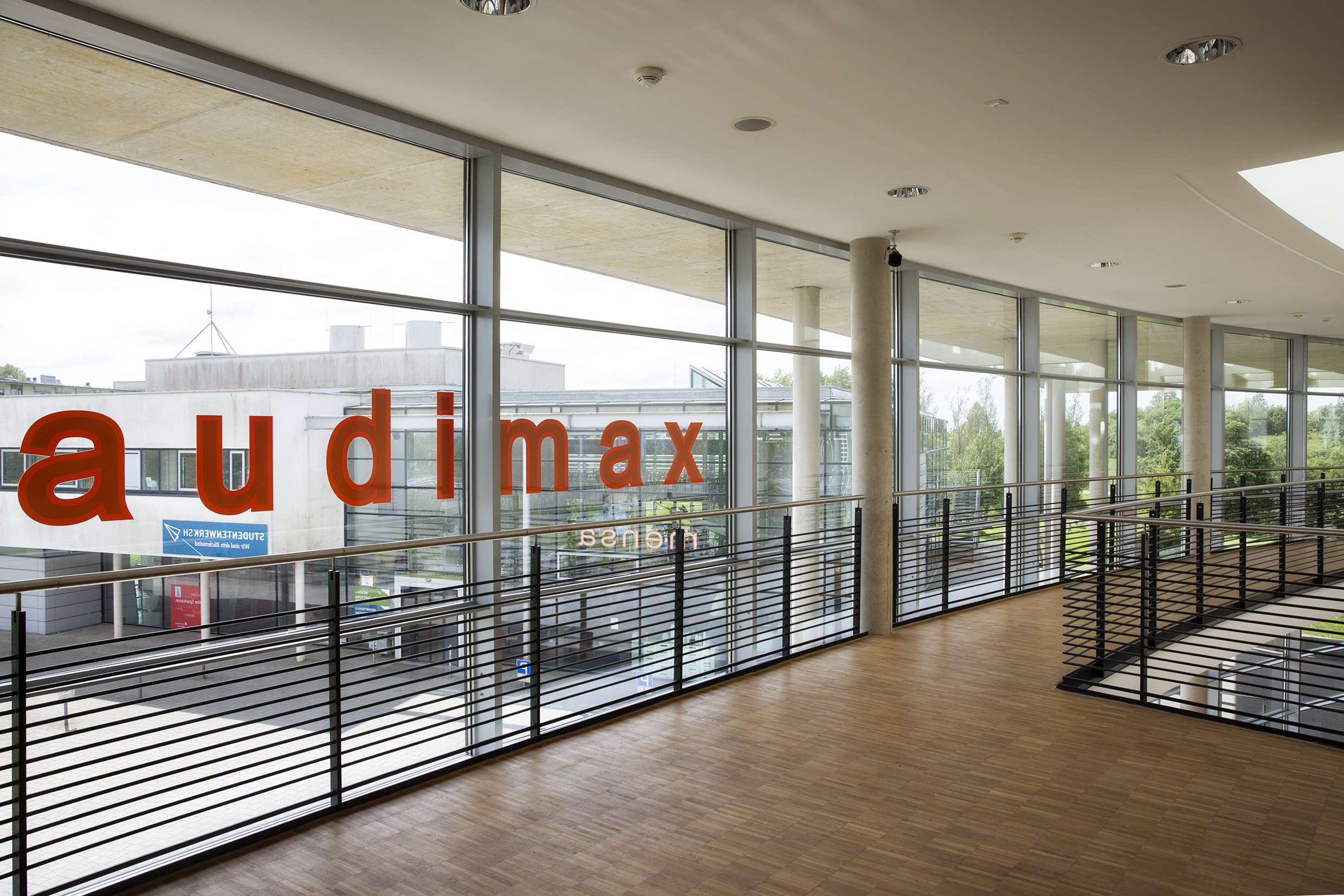
Audimax (внутри)
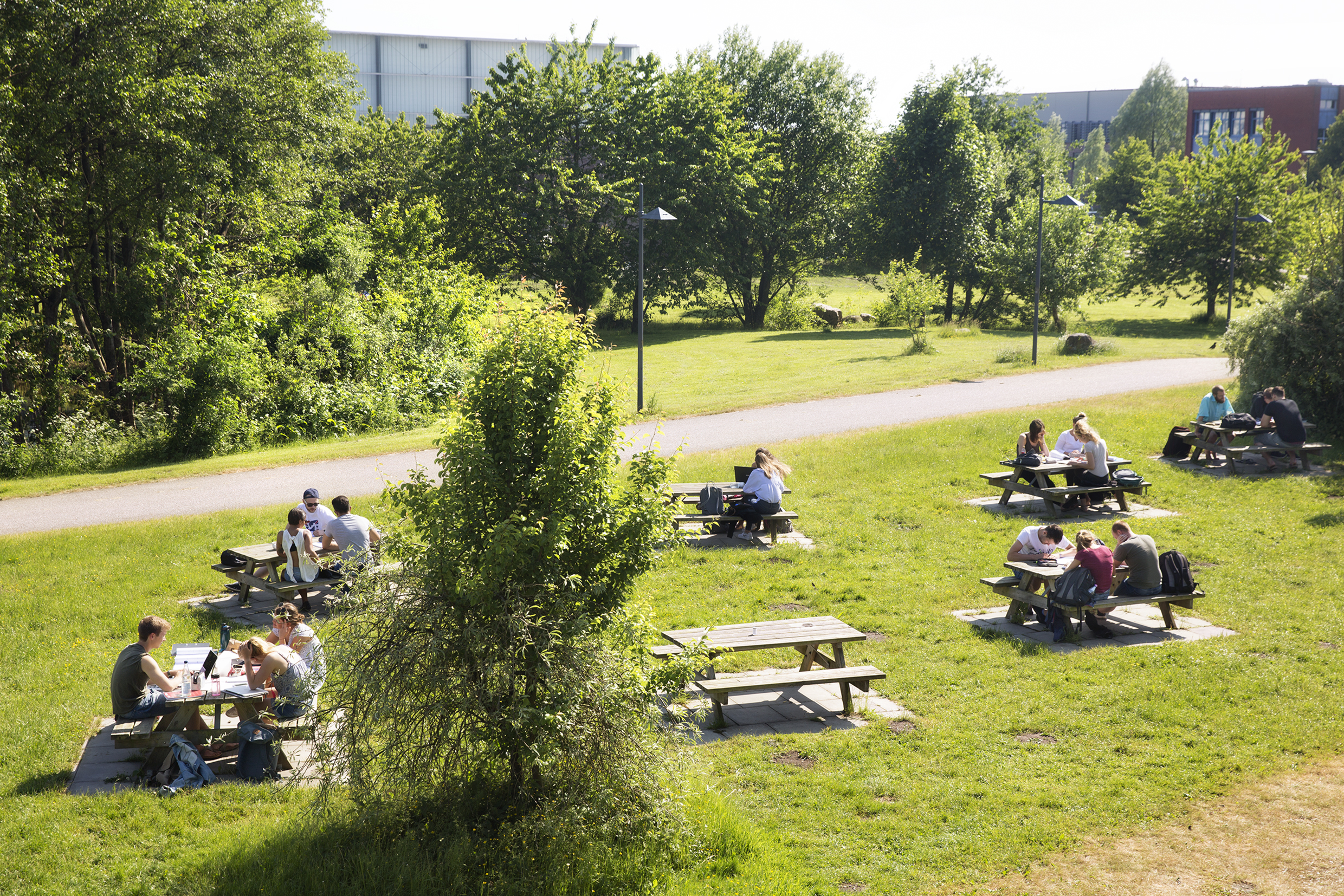
За пределами столовой
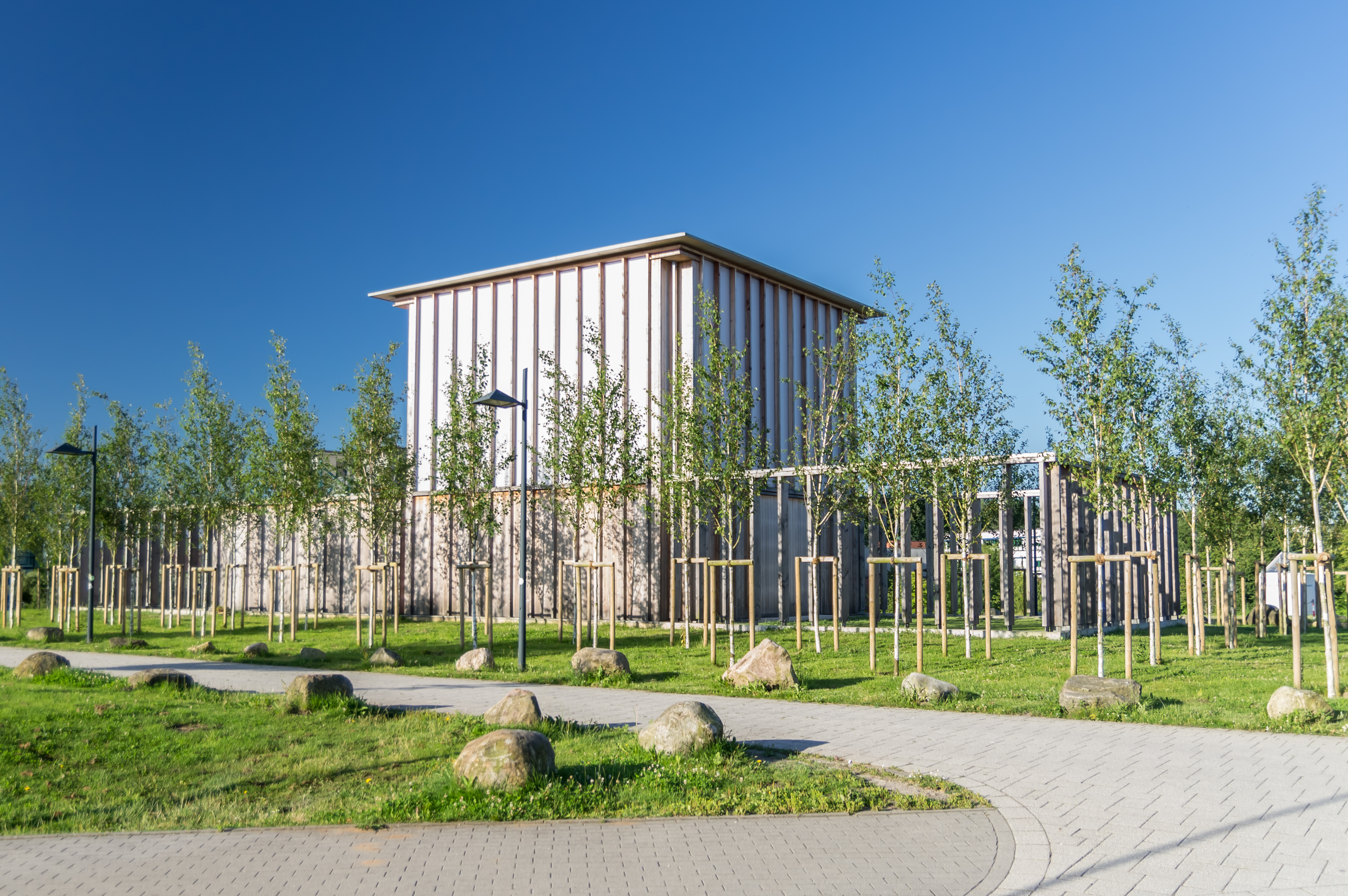
Рядом с часовней
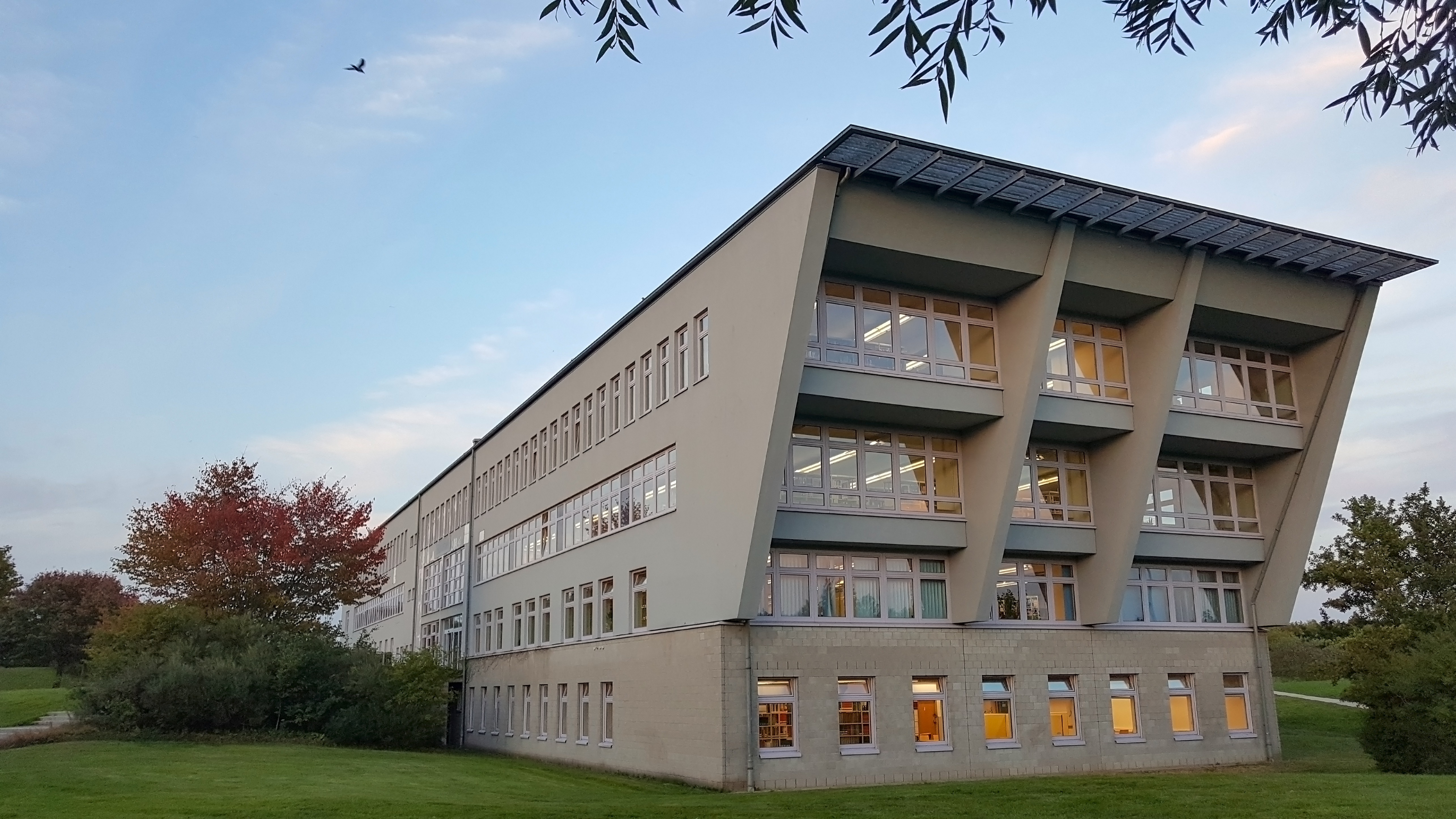
Фасад Центральной университетской библиотеки Фленсбурга (ZHB)
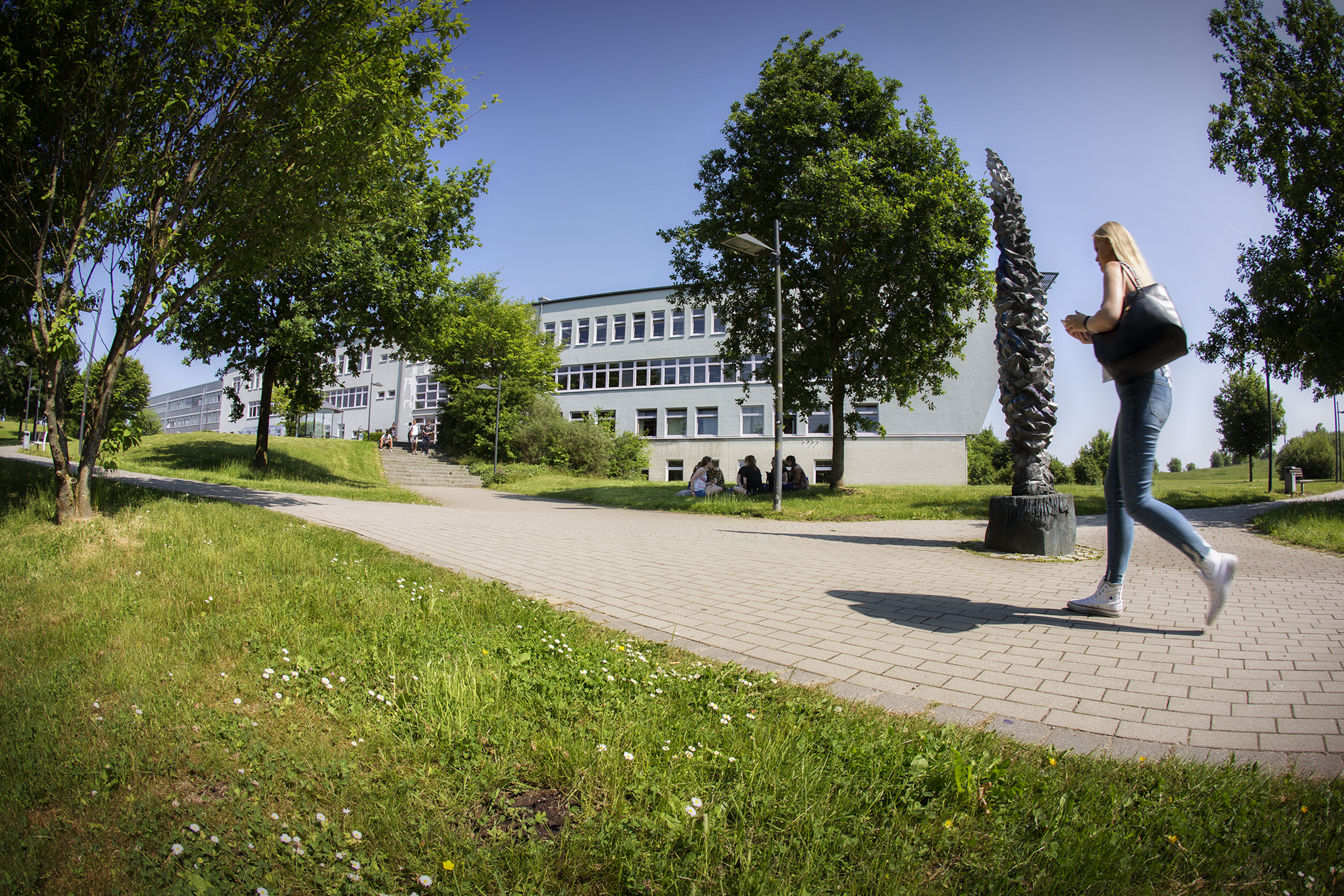
Путь в Центральную университетскую библиотеку